# لیلی پارسونز
لیلی پارسونز (به انگلیسی: Lillie Parsons) یک کشتی بود که طول آن ۱۳۱ فوت (۴۰ متر) بود. این کشتی در سال ۱۸۶۸ ساخته شد.